# Siccia fasciata
Siccia fasciata là một loài bướm đêm thuộc phân họ Arctiinae, họ Erebidae.